# Mother Featherlegs
Charlotte Shepard, conocida como "Mother Featherlegs" (en español, literalmente, "Madre Piernasemplumadas"; muerta en 1879), fue una prostituta que vivía cerca de Lusk, Wyoming y asesinada durante un robo en 1879. Recibió su apodo debido a la ropa que lucía para cabalgar, unos pantalones rojos de finos volantes.

## Últimos años
Mother Featherlegs y su pareja llegaron a la zona de Lusk en 1876, y pronto establecieron un local junto al camino Cheyenne-Black Hills. En el establecimiento ella se prostituía, y también se ofrecían juegos de azar y whisky. Su pareja, que se hacía llamar "Dangerous Dick" Davis, afirmaba ser cazador y trampero, pero se pasaba la mayor parte del tiempo holgazaneando en la casa. Esta, poco más que una cabaña de troncos junto a un arroyo, pronto se convirtió en refugio para forajidos de la zona. Los bandidos frecuentemente confiaban joyas, dinero, y otros objetos de valor a Mother para que los mantuviera escondidos hasta que ellos pudieran regresar a por ellos.

## Muerte
Una tarde en el verano de 1879, la señora de O. J. Demmon, la esposa de un ranchero local, cabalgó hasta la casa de Mother Featherlegs para una visita, ya que no tenía a nadie más para conversar. Descubrió su cuerpo junto al arroyo; aparentemente había sido disparada mientras llenaba un balde con agua en el manantial. Llevaba dos o tres días muerta. Las pistas en el área indicaron que Dangerous Dick había asesinado a su compañera sentimental y huido con el dinero y joyas que escondía a los forajidos locales. Mother Featherlegs fue enterrada en silencio en el mismo lugar.
Davis regresó a los pantanos de Luisiana de donde procedían, y fue capturado y acusado de asesinato y robo algunos años más tarde. Antes de su ahorcamiento, confesó haber asesinado a su pareja, cuyo nombre real afirmó era Charlotte Shepard. Según él, formaban parte  de una pandilla de salteadores que operó en el área poco después de la Guerra de Secesión. Finalmente todos los miembros de la pandilla (incluyendo sus hijos Tom y Bill) acabaron asesinados, excepto Shepard y Davis.

## A posteriori
En 1893 la tumba de Mother Featherlegs fue perturbada por un par de escolares curiosos. Uno de ellos, Russell Thorp, Jr., recordó más tarde el incidente:
"Un compañero de escuela y yo pasamos unas vacaciones en Rawhide y Muskrat Canyon y como las tonterías que a veces emprenden los niños, decidimos desenterrar los restos de Mother Featherlegs. Así que acampamos cerca y procedimos a hacer este trabajo por la noche. Era una bonita noche de luna llena. Esto fue, según recuerdo, sobre el verano de 1893 — 14 años después de su muerte. Cuando quitamos la tapa de este ataúd casero de pino, sus rasgos eran claramente reconocibles, con una gran melena de cabello pelirrojo. Apresuradamente clavamos la tapa otra vez. Después de todos aquellos años el cuerpo tenía más la apariencia de estar ligeramente momificado, y el ataúd no estaba podrido."

## Memorial
El 17 de mayo de 1964, un hito en granito rojo fue descubierto sobre la tumba de Mother Featherlegs; había sido creado como parte de una recreación de la carrera de diligencias de 1864 entre Cheyenne y Deadwood, y fue tallado y colocado con donaciones de los ciudadanos de Lusk.  Russell Thorp, Jr., descubrió la piedra, en la cual se lee:
Aquí yace Mother Featherlegs. Así llamada, porque con sus pantalones de volantes parecía un pollo con patas emplumadas con viento fuerte. Era la señora de una casa en el camino. Una confederada fuera de la ley, fue asesinada por "Dangerous Davis the Terrapin" en 1879.
La tumba de Mother Featherlegs puede visitarse; está localizada unas diez millas al sur de la ciudad de Lusk. Sus famosos pantalones, con los que además montaba a horcajadas cuando lo común era que las mujeres montaran a la amazona, de lado, se exhibieron en un saloon de Deadwood durante casi tres décadas, luego fueron robados. Una vez recuperados, ingresaron en el Museo Stagecoach en Lusk, donde aun se pueden contemplar.